# Zoe Mazah
Zoe Mazah (* 22. Januar 1975 in Bong Town, Liberia; Künstlername: Zoe) ist eine deutsche Sängerin. Bekannt wurde sie durch die Hits Could It Be You und Rock Steady.

## Leben
Mazahs Mutter ist Liberianerin und der Vater Deutscher. Kurz nach ihrer Geburt zogen sie nach Penzberg bei München. Sie machte das Abitur in Nürnberg und studierte Jazz-Gesang und Komposition. Ihre erste Single erschien 2001.
Ihre ersten beiden Alben erschienen beim Münchner Independent-Label Chet Records, ihr drittes 2007 beim Berliner Label Homeground Records, das auf Reggae und Hip-Hop spezialisiert ist. Die Downtempo-Maxi-EP Laith Al-Deen featuring Zoe – Meilenweit erschien 2004 bei Columbia Records.

## Diskografie

### Alben
- 2003: Zoeciety
- 2004: Exile African
- 2007: Golden Rebellion

### Singles
- 2001: Love Can Change So Much (Titelmusik zum Filmdrama Julietta – Es ist nicht wie du denkst)
- 2003: Could It Be You (mit Ky-Mani Marley)
- 2004: Rock Steady
- 2005: Sunshine
- 2008: All I Need
- 2019: Confession

### Gastbeiträge
- 2015: Black Little Fly (Carlos Mendes feat. Zoe Mazah)
- 2015: Und der Beat (Saulo Pisa & Carlos Mendes feat. Zoe Mazah)
- 2016: Be and Let Be (Carlos Mendes feat. Zoe Mazah)

## Auszeichnungen
- 2005: Radio Galaxy Award (Newcomerpreis)